# Moenkhausia tergimacula
Moenkhausia tergimacula és una espècie de peix de la família dels caràcids i de l'ordre dels caraciformes.
Poden assolir 5,2 cm de llargària total. Viu a àrees de clima tropical, a la conca del riu Tocantins a Sud-amèrica.